# Club Menorca Basquet
Maillots
Le Club Menorca Basquet, était un club espagnol de basket-ball basé à Mahon (ile de Minorque dans les Îles Baléares). Le club a joué en Liga ACB soit le plus haut niveau du championnat espagnol.

## Historique
La section basket du club est créée en 1950. Le club effectue deux saisons en 2e division espagnol (de 1994 à 1996), le club descend en 3e division nationale pour l'année d'après remonté en LEB Oro et devenir Champion de cette division. Le club joue huit ans en LEB Oro et obtient la montée en Liga ACB en 2005. Cette même année voit la réalisation du Pabellon Menorca (salle d'une capacité de 5 103 places). Le club effectue quatre saisons en Liga ACB de 2005 à 2009 (16e sur 18 en 2006, 15e sur 18 en 2007, 16e sur 18 en 2008 et 16e sur 17 en 2009). Il est redescendu en LEB Oro pour remonter l'année suivante et redescendre à nouveau en 2011. Le club disparait en 2012 alors qu'il devait évoluer en Ligua Endesa après avoir fini 2e et de remporter les plays-offs d'accession de cette saison 2011-2012.

## Noms successifs
- 2010 - 2012 : Club Basquet
- 2006 - 2010 : Vive!
- 2005 - 2006 : Llanera
- 2004 - 2005 : IBB Hotels
- 2000 - 2004 : Coinga
- 1999 - 2000 : IBB Hotels
- ???? - 1999 : Menorca Básquet

## Entraîneurs successifs
- Depuis ? :  Curro Segura
- 2009-2011 :  Paco Olmos

## Palmarès

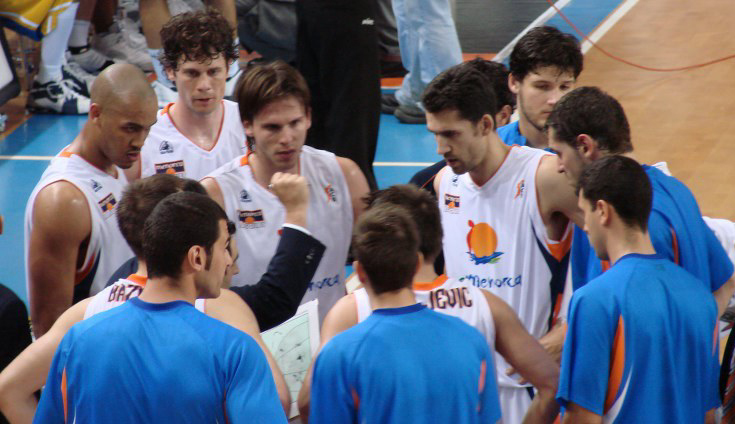
En mai 2007 contre l'Estudiantes Madrid

- Champion de la Liga EBA (3e division) en 1997.
- Finaliste de la Coupe de la Princesse des Asturies en 1999, 2005 et 2010.

## Joueurs célèbres ou marquants
- Alfons Alzamora
- Marino Baždarić
- Vladimir Boisa
- Elton Brown
- - Steve Burtt
- Sam Clancy
- Jakim Donaldson
- - Marcus Faison
- Daniel Farabello
- Dejan Ivanov
- Kaloyan Ivanov
- - Eugene Jeter
- - Chuck Kornegay
- Vladimir Krstić
- Raviv Limonad
- Marko Maravič
- Marko Marinović
- - Damir Markota
- Jelani McCoy
- Nacho Rodríguez
- Sitapha Savané
- Paul Shirley
- Vrbica Stefanov
- Mario Stojić
- Bruno Šundov
- Caio Torres
- Marko Tušek
- - Michael Umeh
- Ratko Varda
- Saša Vasiljević
- Cuthbert Victor
- Frédéric Weis